# ダイドー (商社)
ダイドー株式会社は、愛知県名古屋市中村区に本社のある、メカトロニクス製品を取り扱う専門商社。日本国内における産業用ロボットの販売実績では日本首位である。

## 沿革
1946年、山田京吉により伝動機器販売商社「大同商会」を創業した。1952年に法人化し「株式会社大同商会」を設立。2001年には「ダイドー株式会社」に社名変更している。
将来的なロボットの普及を見越して1984年に「ロボット教室」を開設。2008年に60人体制でロボット事業部を発足した。2016年には本社隣接地に「ダイドーロボット館」を開設した。
2017年度には経済産業省地域未来牽引企業東海地域70社のうちの1社に選定。名古屋大学大学院PhDプロフェッショナル登竜門特定基金に寄付を行っており、これに対し2019年と2021年に紺綬褒章を受章している。2024年4月には本社・ロボット館の北側に隣接したビルを取得。「Daido cadeau building」と名付けられた同ビルは、第37回日経ニューオフィス賞　中部ニューオフィス奨励賞に選定された。
2025年4月1日には山田貞夫が会長職となり、社長に田中慎悟が就任した。

## 事業
「産業界のコンダクター」を標榜し、メカトロニクス商社と、SIerの両面の事業を行う。仕入先はABB、KUKA、THKインテックス、川崎重工業、ジェーイーエル、セイコーエプソン、ダイヘン、デンソー、ファナック、FUJI、不二越、三菱電機、安川電機、ヤマハ発動機をはじめ約3000社。販売先は約6000社で、取扱品目は200万点に上る。従来の主力であった電子部品や自動車産業向けに加え、製薬・化粧品・食品メーカーの、「三品産業」と呼ばれる業界からの需要も伸長している。
株式を上場していないが、売上規模は上場企業4000社中1000位程度に相当する。2013年2月には日本経済団体連合会に加入した。

## ダイドーロボット館
2016年、名古屋駅にほど近い本社隣接地にロボット館を開設した。ファナックやKUKA、デンソーウェーブなど40台の産業用ロボットを備え、産業用ロボットの導入を検討する事業者に向けた事業提案や実機を用いた検証、操作教育などを行う。
2018年に東京都江戸川区瑞江に東京ロボット館、2019年には福岡市博多区に福岡ロボット実験工場、2021年には愛知県安城市の三河支店に「ダイドーオートマチックファクトリー」を開設。2021年には、東京のロボット館に同社初の女性館長が就任した。4館合計のロボット設置台数は約100台。各館とも法人向けのショールームであり、原則として一般の見学には対応していない。

## 音楽を通じた文化振興
2代目社長の貞夫は小学5年生の時、第二次世界大戦の終戦直後の疎開先の知多半島で裕福な家庭の同級生から借りたベートーベンやブラームスのSPレコードでクラシック音楽と出会った。山田家の当時の経済的な事情から音楽家を目指すことはできず、早稲田大学を卒業して家業を継いでからも一愛好家としてクラシックを聴き続けた。1994年からはダイドー主催のチャリティーコンサートを開催し、セントラル愛知交響楽団を支援している。2012年には私財を投じて「山田貞夫音楽財団」を設立。2014年からは、FM AICHIで音楽番組『ダイドー おは・クラ・サタデー with セントラル愛知交響楽団』を提供している。